# La Salvetat-Saint-Gilles
La Salvetat-Saint-Gilles ist eine französische Gemeinde mit 8477 Einwohnern (Stand: 1. Januar 2022) im Département Haute-Garonne in der Region Okzitanien im Südwesten Frankreichs. Sie gehört zum Arrondissement Toulouse und zum Kanton Léguevin. Die Einwohner werden Salvetains und Salvetaines genannt.

## Geographie
La Salvetat-Saint-Gilles liegt im weiteren Großraum von Toulouse am Fluss Aussonnelle, etwa fünfzehn Kilometer westsüdwestlich der Stadt. 
Umgeben wird La Salvetat-Saint-Gilles von den Nachbargemeinden Léguevin im Norden und Westen, Plaisance-du-Touch im Westen und Süden sowie Fontenilles im Südwesten. 

## Bevölkerungsentwicklung
| La Salvetat-Saint-Gilles: Einwohnerzahlen von 1793 bis 2016                                                                | La Salvetat-Saint-Gilles: Einwohnerzahlen von 1793 bis 2016 | La Salvetat-Saint-Gilles: Einwohnerzahlen von 1793 bis 2016 | La Salvetat-Saint-Gilles: Einwohnerzahlen von 1793 bis 2016 | La Salvetat-Saint-Gilles: Einwohnerzahlen von 1793 bis 2016 |
| --- | ----------------------------------------------------------- | ----------------------------------------------------------- | ----------------------------------------------------------- | ----------------------------------------------------------- |
| Jahr |                                                             |                                                             |                                                             | Einwohner                                                   |
| 1793 | 1793                                                        |                                                             | 197                                                         | 197                                                         |
| 1800 | 1800                                                        |                                                             | 230                                                         | 230                                                         |
| 1806 | 1806                                                        |                                                             | 229                                                         | 229                                                         |
| 1821 | 1821                                                        |                                                             | 221                                                         | 221                                                         |
| 1831 | 1831                                                        |                                                             | 253                                                         | 253                                                         |
| 1836 | 1836                                                        |                                                             | 242                                                         | 242                                                         |
| 1841 | 1841                                                        |                                                             | 247                                                         | 247                                                         |
| 1846 | 1846                                                        |                                                             | 248                                                         | 248                                                         |
| 1851 | 1851                                                        |                                                             | 248                                                         | 248                                                         |
| 1856 | 1856                                                        |                                                             | 248                                                         | 248                                                         |
| 1861 | 1861                                                        |                                                             | 261                                                         | 261                                                         |
| 1866 | 1866                                                        |                                                             | 265                                                         | 265                                                         |
| 1872 | 1872                                                        |                                                             | 267                                                         | 267                                                         |
| 1876 | 1876                                                        |                                                             | 270                                                         | 270                                                         |
| 1881 | 1881                                                        |                                                             | 292                                                         | 292                                                         |
| 1886 | 1886                                                        |                                                             | 324                                                         | 324                                                         |
| 1891 | 1891                                                        |                                                             | 313                                                         | 313                                                         |
| 1896 | 1896                                                        |                                                             | 301                                                         | 301                                                         |
| 1901 | 1901                                                        |                                                             | 285                                                         | 285                                                         |
| 1906 | 1906                                                        |                                                             | 268                                                         | 268                                                         |
| 1911 | 1911                                                        |                                                             | 263                                                         | 263                                                         |
| 1921 | 1921                                                        |                                                             | 184                                                         | 184                                                         |
| 1926 | 1926                                                        |                                                             | 216                                                         | 216                                                         |
| 1931 | 1931                                                        |                                                             | 190                                                         | 190                                                         |
| 1936 | 1936                                                        |                                                             | 220                                                         | 220                                                         |
| 1946 | 1946                                                        |                                                             | 206                                                         | 206                                                         |
| 1954 | 1954                                                        |                                                             | 250                                                         | 250                                                         |
| 1962 | 1962                                                        |                                                             | 278                                                         | 278                                                         |
| 1968 | 1968                                                        |                                                             | 575                                                         | 575                                                         |
| 1975 | 1975                                                        |                                                             | 1.615                                                       | 1.615                                                       |
| 1982 | 1982                                                        |                                                             | 2.368                                                       | 2.368                                                       |
| 1990 | 1990                                                        |                                                             | 4.282                                                       | 4.282                                                       |
| 1999 | 1999                                                        |                                                             | 5.779                                                       | 5.779                                                       |
| 2006 | 2006                                                        |                                                             | 6.194                                                       | 6.194                                                       |
| 2011 | 2011                                                        |                                                             | 6.862                                                       | 6.862                                                       |
| 2016 | 2016                                                        |                                                             | 8.234                                                       | 8.234                                                       |
| Quelle(n): EHESS/Cassini bis 1999, INSEE ab 2006 Anmerkung(en): Ab 1962 offizielle Zahlen ohne Einwohner mit Zweitwohnsitz |                                                             |                                                             |                                                             |                                                             |

## Sehenswürdigkeiten

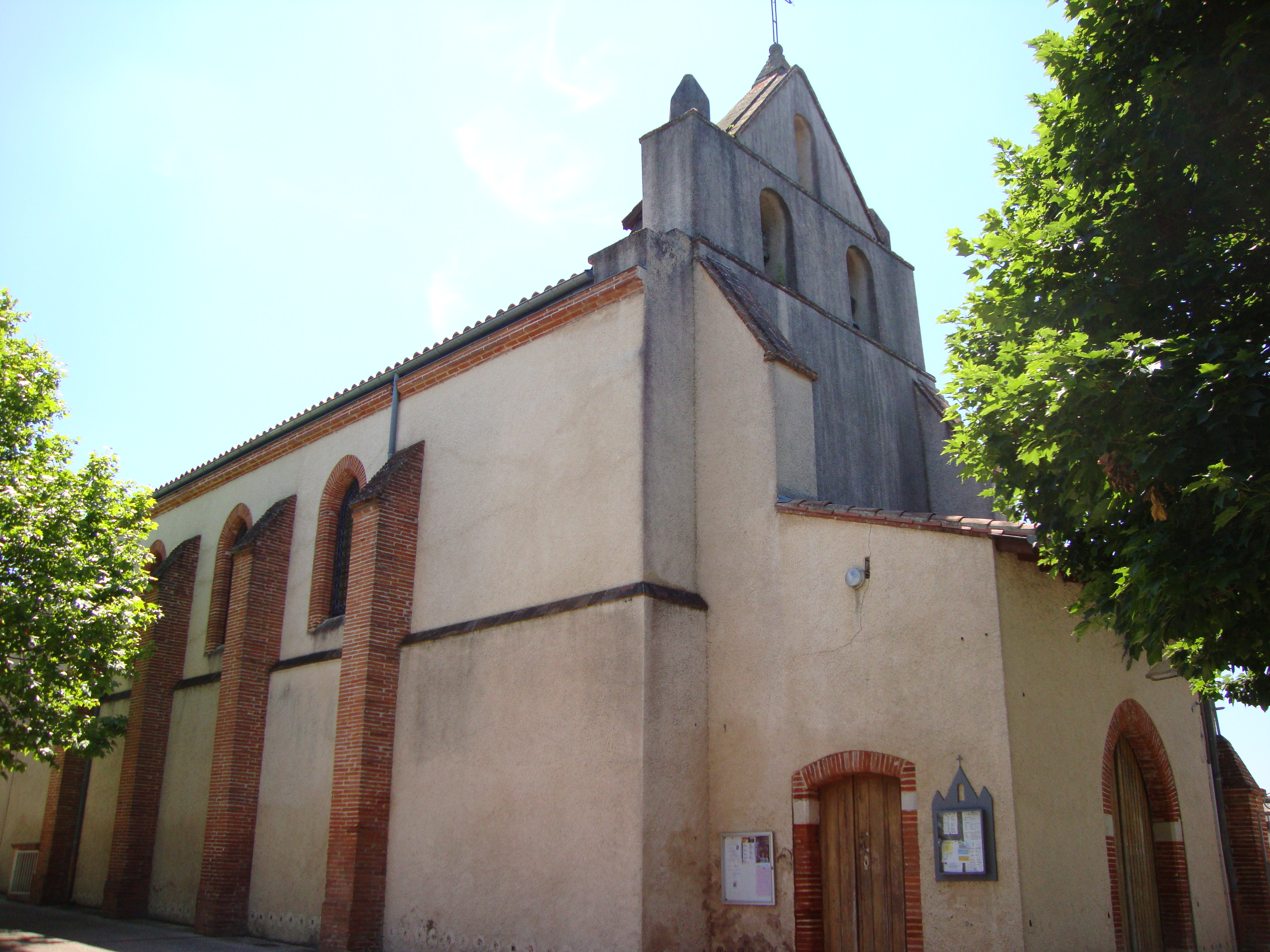
Kirche Saint-Gilles

- Schloss La Salvetat, eine Burg wurde zwischen 1086 und 1096 für den Grafen von Toulouse Raimund IV. (Raimund von Saint-Gilles) errichtet, heutiges Schloss im Renaissance-Stil besitzt eine Fassade aus dem 13. bis 14. Jahrhundert, Erweiterungen im 17. Jahrhundert, seit 2007 als Monument historique klassifiziert
- Kirche Saint-Gilles